# The Black Eyed Peas Family Best
The Black Eyed Peas Family Best, también conocido como The Works of will.i.am, es un álbum recopilatorio lanzado por Will.i.am el 9 de junio de 2008 únicamente en Japón. Este muestra 18 temas en los cuales el cantante apareció, produjo o publicó el mismo.

## Lista de canciones
| N.º | Título                                                                | Escritor(es) | Productores                    | Duración |  |
| 1.  | «I Got It from My Mama»                                               | will.i.am, Jean-Luc Drion, Dominique Régiacorte | will.i.am                      | 4:03     |  |
| 2.  | «Pump It» (con The Black Eyed Peas)                                   | will.i.am, apl.de.ap, Fergie, Nicholas Roubanis | will.i.am                      | 3:34     |  |
| 3.  | «Request + Line» (con The Black Eyed Peas y Macy Gray)                | Adams, Pineda, Fratantuno, Pajon Jr., Rhett Lawrence, Natalie Hinds | Rhett Lawrence, will.i.am      | 3:53     |  |
| 4.  | «Big Girls Don't Cry» (interpretado por Fergie)                       | Stacy Ferguson, Toby Gad | will.i.am                      | 4:28     |  |
| 5.  | «Fergalicious» (Fergie con will.i.am)                                 | Will Adams, Dania Maria Birks, Juana Michelle Burns, Stacy Ferguson, Juanita Lee, Kim Nazel, Derrick Rahming, Fatimah Shaheed, Karl Bartos, Ralf Huetter, Florian Schneider-Esleben | will.i.am                      | 4:52     |  |
| 6.  | «Finally Made Me Happy» (interpretado por Macy Gray con Natalie Cole) | Macy Gray, Teedra Moses, Cassandra O'Neil, Justin Meldal-Johnsen, Victor Indrizzo                                                                                                   | Macy Gray, will.i.am, Ron Fair | 4:02     |  |
| 7.  | «Ghetto Love» (interpretado por Macy Gray)                            | Hinds, Adams, Moses, Mike Shapiro, James Brown, Betty Jean Newsome | will.i.am                      | 3:08     |  |
| 8.  | «Can't Forget About You» (interpretado por Nas con Chrisette Michele) | Nasir Jones, William Adams, Jr., Chrisette Payne, Irving Gordon | will.i.am                      | 4:24     |  |
| 9.  | «Beep» (The Pussycat Dolls con will.i.am)                             | William Adams, Kara DioGuardi, Jeff Lynne | will.i.am                      | 3:48     |  |
| 10. | «Baby Love» (Nicole Scherzinger con will.i.am)                        | William Adams, Kara DioGuardi, Nicole Scherzinger, Keith Harris | will.i.am                      | 4:42     |  |
| 11. | «I Want You» (Common con will.i.am)                                   | Common | will.i.am                      | 4:30     |  |
| 12. | «About You» (Mary J. Blige con will.i.am)                             | Mary J Blige, Williams Adams, Keith Harris, A Newley, L Bricusse | will.i.am                      | 4:04     |  |
| 13. | «Damn Girl» (Justin Timberlake con will.i.am)                         | Timberlake, William Adams, James Davis | Jawbreakers                    | 5:12     |  |
| 14. | «Don't You Worry Bout A Thing» (interpretado por John Legend)         | Stevie Wonder | will.i.am                      | 4:44     |  |
| 15. | «Be OK» (Chrisette Michele con will.i.am)                             | Bob Marley, C. Payne, William Adams | will.i.am                      | 3:40     |  |
| 16. | «Más que nada» (con The Black Eyed Peas y Sergio Mendes)              | Jorge Ben | will.i.am                      | 4:24     |  |
| 17. | «Kuchi Kusai Song»                                                    | Adams | will.i.am                      | 2:53     |  |

## Lista de posición
| Lista (2008)  | Posición |
| ------------- | -------- |
| Japan Top 100 | 58       |